# Rivière Chézine
Pour le cours d'eau français, voir Chézine.
Pour l’article homonyme, voir Chézine (homonymie).
La rivière Chézine est un affluent de la rivière Sainte-Anne coulant dans le territoire non organisé de Lac-Croche et de la municipalité de Saint-Gabriel-de-Valcartier, dans la municipalité régionale de comté (MRC) de La Jacques-Cartier, dans la région administrative de la Capitale-Nationale, dans la province de Québec, au Canada.
La partie inférieure de la rivière Chézine est surtout desservie par la route forestière R0354 (sens nord-sud) pour les besoins de la foresterie et des activités récréotouristiques. La partie supérieure est desservie par la route forestière R0300 (sens nord-sud) qui passe du côté est du lac Chézine. Tandis que la partie intermédiaire ne comporte pas de route d'accès à cause des hautes falaises de chaque côté de la rivière.
Les principales activités économiques du secteur sont la foresterie et les activités récréotouristiques.
La surface de la rivière Chézine (sauf les zones de rapides) est généralement gelée de début décembre à fin mars, mais la circulation sécuritaire sur la glace se fait généralement de fin décembre à début mars. Le niveau de l'eau de la rivière varie selon les saisons et les précipitations ; la crue printanière survient en mars ou avril.

## Géographie
La rivière Chézine prend sa source à l'embouchure du lac Chézine (longueur : 1,7 km ; altitude 677 m) dans le territoire non organisé de Lac-Croche. Ce lac encaissé entre les montagnes est alimenté par seulement deux ruisseaux de montagne. Un sommet de montagne culmine à 802 m à 0,9 km au nord du lac. L'embouchure du lac Chézine est situé à 13,9 km à l'ouest du cours de la rivière Jacques-Cartier, à 27,3 km au nord du centre du village de Saint-Raymond et à 74,6 km au nord de la confluence de la rivière Sainte-Anne avec le fleuve Saint-Laurent.
À partir de l'embouchure du lac Chézine, la rivière Chézine coule sur 17,3 km entièrement en zone forestière avec une dénivellation de 417 m, selon les segments suivants :
- 3,7 km vers le sud en traversant deux petits lacs, jusqu'à la décharge (venant du nord-ouest) d'un lac non identifié ;
- 1,8 km vers le sud en bifurquant vers le sud-est jusqu'à la décharge (venant de l'ouest) d'un lac non identifié ;
- 3,5 km vers le sud-est dans une vallée encaissée, en recueillant un ruisseau (venant du nord) jusqu'à la décharge (venant du sud) du Lac Lelièvre ;
- 2,2 km vers le sud-est dans une vallée bien encaissée jusqu'à la confluence de la rivière Chézine Nord (venant du nord) ;
- 6,1 km vers le sud dans une vallée bien encaissée en courbant progressivement vers le sud-est jusqu'à son embouchure[2].

La rivière Chézine se déverse sur la rive ouest de la rivière Sainte-Anne. Cette confluence est située à 14,1 km à l'ouest du cours de la rivière Jacques-Cartier, à 27,4 km au nord du centre du village de Saint-Raymond et à 74,6 km au nord de la confluence de la rivière Sainte-Anne avec le fleuve Saint-Laurent.
À partir de cette confluence, le courant descend sur 115,8 km généralement vers le sud et le sud-ouest en suivant le cours de la rivière Sainte-Anne, jusqu'à la rive nord-ouest du fleuve Saint-Laurent.
La rivière s'écoule entièrement dans la zec Batiscan-Neilson.

## Toponymie
La Chézine est une rivière de la Loire-Atlantique, en France, qui se jette dans la Loire à Nantes.
Le toponyme rivière Chézine a été officialisé le 5 décembre 1968 à la Banque des noms de lieux de la Commission de toponymie du Québec.